# 保障民生建設聯盟
保障民生建設聯盟（英語：Alliance for Social and Economic Advancement，簡稱保民聯），香港建制派政黨，於2019年9月10日成立。召集人為袁桂禧，成員包括註冊中醫、資訊科技界從業員、工商管理及法律系學生、英語教學碩士學生等。
保民聯自稱是香港「建設派」組織，主要批評現有傳統和商界建制派佔有區議會和立法會多數議席，但貢獻不多，而泛民主派則無視市民追求穩定的思維。
保民聯成員於2019年香港區議會選舉於三個現任議員為傳統和商界建制派的選區參選，包括袁桂禧（沙田大圍選區）、林斯嵐（東區和富選區）和袁達進（東區愛秩序灣選區）。
對於狙擊民建聯、工聯會的質疑，聯盟回應指他們按對選區的熟悉程度選擇選區。
選舉後，聯盟的官方通訊渠道已停止更新。

## 政策倡議
保民聯提出修改明日大嶼計劃，將昂船洲軍營和沙灣換地填海，又提出大灣區安老計劃，建議廣州南站附近建立綜合安老城。

## 爭議
根據香港建制派媒體文匯報報道，有網友在連登討論區發現有人發帖稱將會組建新政黨"保障民生建設聯盟"來假扮建制派吸引支持者，以削弱建制票源。保民聯一向聲稱是"建制派中的建設派"、"愛國愛港"，但因其空降建制派選區且來路不明，並且疑似狙擊民建聯等建制派政黨，也引起很大爭議，引發建制派對其陣營與政治立場的懷疑。

## 外部連結
- 官方網站（页面存档备份，存于）